# Strophidon
Strophidon – rodzaj ryb promieniopłetwych z podrodziny Muraeninae w obrębie rodziny murenowatych (Muraenidae).

## Rozmieszczenie geograficzne
Do rodzaju należą gatunki występujące w wodach Oceanu Indyjskiego, zachodniego i północno-zachodniego Oceanu Spokojnego oraz Morza Czerwonego.

## Morfologia
Długość ciała do 400 cm.

## Systematyka
Rodzaj zdefiniował w 1844 roku brytyjski lekarz i przyrodnik John McClelland w artykule poświęconym „bezpłetwym” rybom z Bengalu, opublikowanym w czasopiśmie Calcutta journal of natural history, and miscellany of the arts and sciences in India. Gatunkiem typowym jest (późniejsze oznaczenie) S. sathete.

### Etymologia
- Strophidon: gr. στροφη strophē ‘obracanie się, robienie zwrotów’; οδους odous, οδοντος odontos ‘ząb’[7].
- Evenchelys: gr. ευ eu ‘dobry, ładny, typowy’[8]; εγχελυς enkhelus ‘węgorz’[9]. Gatunek typowy (oryginalne oznaczenie (również monotypowe)): Muraena macrurus Bleeker, 1854 (= Muraenophis sathete Hamilton, 1822).
- Rhabdura: gr. ῥαβδος rhabdos ‘smuga, pasmo’; ουρα oura ‘ogon’[3]. Gatunek typowy (oznaczenie monotypowe): Muraena macrurus Bleeker, 1854 (= Muraenophis sathete Hamilton, 1822).

### Podział systematyczny
Do rodzaju należą następujące gatunki:
- Strophidon dawydoffi Prokofiev, 2020
- Strophidon dorsalis (Seale, 1917)
- Strophidon sathete (Hamilton, 1822)
- Strophidon tetraporus Huang, Mohapatra, Thu, Chen & Liao, 2020
- Strophidon ui Tanaka, 1918